# Peaceville X
Peaceville X — сборник песен, выпущенный в 1998 году лейблом Peaceville Records в честь десятилетия лейбла. Сборник состоит из 14 кавер-версий песен не метал-исполнителей в исполнении групп, подписанных на Peaceville Records.
Песни групп My Dying Bride и Anathema были запланированы к выходу в виде отдельного совместного мини-альбома (EP), но запись так и не вышла.

## Концепция
В интервью, приуроченном к выходу сборника, Хэмми (глава Peaceville Records) сказал, что «он всегда хотел раздвинуть рамки и сделать что-то несколько иное». По его мнению, если бы они стали делать ещё один альбом каверов на Black Sabbath или Slayer, то это выглядело бы по-детски и создавало бы впечатление, что они хотят нажиться спустя рукава. Песни для каверов были выбором самих групп, сам Хэмми утверждает, что они лишь сказал «Не метал, пожалуйста!».
Нежелание делать для этого сборника каверы на метал-песни Хэмми объяснил нежеланием замыкаться на одной лишь своей «сцене»: «Полезно учиться выглядывать за границы собственного мирка, а то можно пропустить нечто удивительное только потому что это „не круто“ внутри рыночной ниши».

## Об альбоме

### Anathema
Британская группа Anathema выбрала три вещи, где ударные не так важны («One Of The Few» и «Goodbye Cruel World» группы Pink Floyd и «Better Off Dead» группы Bad Religion), по той причине, что во время подготовки материала для сборника (июнь 1996 года) из группы ушёл барабанщик Джон Дуглас, у которого были серьёзные проблемы с наркотиками, а найти нового ударника к этому моменту ещё не удалось . Тем не менее для компиляции группа записала три трека вместо обещанных двух, где им снова помогла Мишель Ричфилд из британской группы Domnion (ранее участвовавшая в записи их альбома Eternity).
Данные песни впоследствии были выпущены в качестве дополнительных песен (т. н. «бонус-треков») на переиздании 2004 года альбома Alternative 4, выпущенным «Peaceville Records».

### My Dying Bride
Также британская группа My Dying Bride записала два кавера для данного сборника (обе песни впоследствии были переизданы на втором диске сборника Meisterwerk). В одном из интервью 2005 года Хэмиш Гленкросс из MDB говоря об этих каверах сказал: «Не ждите от нас каверов в дальнейшем — мы предпочитаем сосредотачиваться на нашем собственном новом материале. Кавер-версии хороши когда они делаются в виде полной интерпретации оригинала, нежели простой копии. Так что если бы я выбирал бы песню для кавера, то ею скорее всего стала бы „Woods of Darney“ Ричарда Томпсона, так как с моей точки зрения эта песня — воплощение скорби и трагедии».

### Thine
Сразу после подписания контракта с молодой группой Thine лейбл предложил участие в трибьют-альбоме. Группа уже играла кавер на The Moody Blues и песню «Desease» группы G.G.F.H.. Кроме того, группа хотела пойти против тенденции и сделать «обратный» кавер, то есть неметал-версию метал-песни. Речь шла о психоделической версии песни «Dead Skin Mask» группы Slayer, но возможности осуществления задуманного не было. Тогда было принято внезапное решение сделать кавер на песню Ника Кейва с его незадолго до этого вышедшего альбома Murder Ballads, имевшего оглушительный успех и поклонниками которого являлись участники Thine с конца 1997 года.
Запись песни состоялась во второй половине 1997 года вновь на студии «Academy» с участием Кейта (Keith), который помимо общего вклада в процесс также сыграл и клавишные партии (что составляет значительную долю песни).
Для группы это стало первой студийной записью под руководством лейбла (до этого у них были лишь две демозаписи).

## Список композиций
1. «One of the Few» — Anathema (кавер на Pink Floyd)
2. «Shout» — Dominion (кавер на Tears for Fears)
3. «Some Velvet Morning» — My Dying Bride (кавер на Нэнси Синатру и Ли Хезлвуда)
4. «Roads» — My Dying Bride (кавер на Portishead)
5. «Better off Dead» — Anathema (кавер на Bad Religion)
6. «Song of Joy» — Thine (кавер на Ника Кейва)
7. «The Girl Who Lives on Heaven Hill» — Blackstar (кавер на Hüsker Dü)
8. «O Baby» — Acrimony (кавер на Status Quo)
9. «Crazy Horses» — The Blood Divine (кавер на The Osmonds)
10. «Love Will Tear Us Apart» — The Blood Divine (кавер на Joy Division)
11. «Paint It Black» — Dominion (кавер на The Rolling Stones)
12. «Running Back» — Blackstar (кавер на Thin Lizzy)
13. «Don’t Let Me Down» — LID (кавер на The Beatles)
14. «Goodbye Cruel World» — Anathema (кавер на Pink Floyd)

## Критика
Педро Азеведо в своей рецензии на сайте Chronicles of Chaos отметил, что «несмотря на то, что выбор песен ограничен был лишь не-металом, что в некотором роде сужает стиль (или то, что его заменяет) групп, результат все же действительно интересен, хотя бы и не надолго (что, впрочем, весьма характерно для всех сборников вообще)».